# Nicolás Lauría Calvo
Nicolás Fernando Lauría Calvo (* 27. März 1974 in Santa Fe) ist ein ehemaliger argentinischer Fußballspieler auf der Position eines Stürmers.

## Karriere
Nicolás Lauría Calvo begann seine Profikarriere 1988 bei den Argentinos Juniors. Bis 1996 spielte er für den Klub aus dem Stadtteil La Paternal der Hauptstadt Buenos Aires. Im Verlauf seiner Karriere spielte er für die argentinischen Klubs CA Banfield, CA Colón, Arsenal de Sarandí und zum Abschluss seiner Karriere bei Juventud Antoniana. Seine einzige Auslandsstation war nicht von Erfolg gekrönt. Beim chilenischen Rekordmeister CSD Colo-Colo kam er keine Minute zum Einsatz, weil ihn Trainer Gustavo Benítez nicht haben wollte und ihn daher sofort aus dem Kader strich.